# Gaurax chiyokae
Gaurax chiyokae är en tvåvingeart som först beskrevs av Kanmiya 1972.  Gaurax chiyokae ingår i släktet Gaurax och familjen fritflugor. Inga underarter finns listade i Catalogue of Life.